# Christian Noel Emmanuel
Christian Noel Emmanuel (ur. 25 grudnia 1960 w Trincomalee) – lankijski duchowny rzymskokatolicki, od 2015 biskup Trincomalee.

## Życiorys
Święcenia kapłańskie przyjął 21 maja 1986 i został inkardynowany do diecezji Trincomalee-Batticaloa. Po kilkuletnim stażu duszpasterskim został dyrektorem diecezjalnego apostolatu biblijno-katechetyczno-liturgicznego. W latach 1999–2001 odbył studia w Rzymie, a po powrocie do kraju został wykładowcą seminarium w Kandy. W 2011 mianowany wikariuszem biskupim, a w 2012 także ekonomem diecezji.
3 czerwca 2015 otrzymał nominację na biskupa Trincomalee. Sakry biskupiej udzielił mu 25 lipca 2015 jego poprzednik, bp Kingsley Swampillai.